# Sista Flex
Anouk Verheyen, beter bekend als Sista Flex, is een Belgische zangeres, rapster, songtekstschrijfster, drumster en dj.

## Levensloop
Ze verwierf bekendheid met zowel de Antwerpse reggaesoundsystem Civalizee Foundation als haar eigen sets. Sinds begin jaren 2000 verzorgde ze samen met Civalizee Foundation de 'Shake your Bambam'-feestjes van Club Kaaiman. In 2005 wonnen ze de Benelux Cup Clash en in 2007 de Battle royal-soundclash en het Duitse Yardclash. In 2008 wonnen ze de grootste soundclash op het Europees continent, de Riddimclash en in 2009 de dubplate maasacre clash. In 2010 startten ze met de Hotel Jamaica-party's in Club Petrol.
Daarnaast richtte ze haar eigen band Wild & Outrageous op met haar vader Jan Verheyen (voormalige leadgitarist bij o.a. Scooter) en Andy Permentier, Anouk was zanger en drummer. In 2011 werd hun eerste ep uitgebracht Wild & Outrageous. Al snel volgden positieve reacties in de pers, o.a. in Humo en mocht de band zich komen presenteren in De Wereld Draait Door. In 2013 werd de bandnaam veranderd in House of Sun en volgde er een positieswitch, voortaan was Jan de zanger en switchte de band van rock naar blues.
In 2013 richtte ze een nieuw dj-duo op onder de naam The Odd Couple, met Jess de Selector en in 2014 verscheen de eerste release van House of Sun, What's wrong. Eerder dat jaar verscheen ook reeds de live dvd Live for the Angels. Tevens is ze vaak te zien als sidekick van Slongs Dievanongs, met wie ze de single Danse Me A uitbracht in 2015.

## Discografie

### Solo

#### Singles
| Single met hitnotering(en) in de Vlaamse Ultratop 50 | Datum van verschijnen | Datum van binnenkomst | Hoogste positie | Aantal weken | Opmerkingen      |
| ---------------------------------------------------- | --------------------- | --------------------- | --------------- | ------------ | ---------------- |
| Slongs Dievanongs (ft. Sista Flex) - Danse Me A      | 2015                  | 30-05-2015            | tip18*          | -            | Nr. 4 VRT Top 30 |

### Met House of Sun

#### Singles
- What's wrong (2014)[5]

#### Ep's
- Wild & Outrageous (2011)

#### DVD's
- Live for the Angels (2014)